# Nicolas Thévenin
Nicolas Henry Marie Denis Thevenin (ur. 5 czerwca 1958 w Saint-Dizier) – francuski duchowny katolicki, arcybiskup, nuncjusz apostolski w Egipcie.

## Życiorys
4 lipca 1989 otrzymał święcenia kapłańskie z rąk kardynała Giovanniego Canestri i został inkardynowany do archidiecezji genueńskiej. W 1992 rozpoczął przygotowanie do służby dyplomatycznej na Papieskiej Akademii Kościelnej. 
W 1994 rozpoczął służbę w dyplomacji watykańskiej, pracując kolejno w nuncjaturze apostolskiej w Indiach (1994-1996), w Zairze (1996–1999), Belgii (1999–2000), Libanie (2000–2002), na Kubie (2002–2004) i w Bułgarii (2004–2005). Od 2005 był pracownikiem Sekretariatu Stanu Stolicy Apostolskiej. W 2007 został osobistym sekretarzem kardynała Tarcisio Bertone.
15 grudnia 2009 został mianowany przez Benedykta XVI protonotariuszem apostolskim de numero, czyli de facto notariuszem papieskim.
15 grudnia 2012 został mianowany nuncjuszem apostolskim oraz arcybiskupem tytularnym Aeclanum. 5 stycznia 2013 został skierowany do nuncjatury apostolskiej w Gwatemali. Sakrę biskupią otrzymał 6 stycznia 2013 w bazylice św. Piotra na Watykanie z rąk papieża Benedykta XVI.
4 listopada 2019 został nuncjuszem apostolskim w Egipcie oraz delegatem przy Lidze Państw Arabskich. Od 22 maja 2023 akredytowany również w Omanie.